# Структура федеральных органов исполнительной власти России (2018—2020)
Структура федеральных органов исполнительной власти Российской Федерации представляет собой перечень всех федеральных органов исполнительной власти.
Утверждается Президентом Российской Федерации по предложению Председателя Правительства Российской Федерации в соответствии с Конституцией Российской Федерации 1993 г. Подлежит утверждению при каждой смене Правительства (в период работы Правительства одного состава в неё вносятся изменения). В данном списке отражены изменения с 15 мая 2018 г. (Указ Президента Российской Федерации от 15 мая 2018 г. № 215), упразднённые органы исполнительной власти обозначены зачёркиванием. О структуре исполнительной ветви власти РФ в предыдущие периоды см. в материалах в разделе См. также.
I. Федеральные министерства, федеральные службы и федеральные агентства, руководство деятельностью которых осуществляет Президент Российской Федерации, федеральные службы и федеральные агентства, подведомственные этим федеральным министерствам
- Министерство внутренних дел Российской Федерации
- Министерство Российской Федерации по делам гражданской обороны, чрезвычайным ситуациям и ликвидации последствий стихийных бедствий
- Министерство иностранных дел Российской Федерации
  - Федеральное агентство по делам Содружества Независимых Государств, соотечественников, проживающих за рубежом, и по международному гуманитарному сотрудничеству
- Министерство обороны Российской Федерации
  - Федеральная служба по военно-техническому сотрудничеству
  - Федеральная служба по техническому и экспортному контролю
- Министерство юстиции Российской Федерации
  - Федеральная служба исполнения наказаний
  - Федеральная служба судебных приставов
- Государственная фельдъегерская служба Российской Федерации (федеральная служба)
- Служба внешней разведки Российской Федерации (федеральная служба)
- Федеральная служба безопасности Российской Федерации
- Федеральная служба войск национальной гвардии Российской Федерации
- Федеральная служба охраны Российской Федерации
- Федеральная служба по финансовому мониторингу
- Федеральное архивное агентство
- Главное управление специальных программ Президента Российской Федерации (федеральное агентство)
- Управление делами Президента Российской Федерации (федеральное агентство)

II. Федеральные министерства, руководство деятельностью которых осуществляет Правительство Российской Федерации, федеральные службы и федеральные агентства, подведомственные этим федеральным министерствам
- Министерство здравоохранения Российской Федерации
  - Федеральная служба по надзору в сфере здравоохранения
  - Федеральное медико-биологическое агентство
- Министерство культуры Российской Федерации
  - Федеральное агентство по туризму (подчинено Министерству экономического развития РФ Указом Президента РФ от 14.9.2018 года № 514)
- Министерство науки и высшего образования Российской Федерации
- Министерство природных ресурсов и экологии Российской Федерации
  - Федеральная служба по гидрометеорологии и мониторингу окружающей среды
  - Федеральная служба по надзору в сфере природопользования
  - Федеральное агентство водных ресурсов
  - Федеральное агентство лесного хозяйства
  - Федеральное агентство по недропользованию
- Министерство промышленности и торговли Российской Федерации
  - Федеральное агентство по техническому регулированию и метрологии
- Министерство просвещения Российской Федерации
- Министерство Российской Федерации по развитию Дальнего Востока и Арктики (в соответствии с Указом Президента РФ от 26.2.2019 № 78)
- Министерство Российской Федерации по делам Северного Кавказа
- Министерство сельского хозяйства Российской Федерации
  - Федеральная служба по ветеринарному и фитосанитарному надзору
  - Федеральное агентство по рыболовству
- Министерство спорта Российской Федерации
- Министерство строительства и жилищно-коммунального хозяйства Российской Федерации
- Министерство транспорта Российской Федерации
  - Федеральная служба по надзору в сфере транспорта
  - Федеральное агентство воздушного транспорта
  - Федеральное дорожное агентство
  - Федеральное агентство железнодорожного транспорта
  - Федеральное агентство морского и речного транспорта
- Министерство труда и социальной защиты Российской Федерации
  - Федеральная служба по труду и занятости
- Министерство финансов Российской Федерации
  - Федеральная налоговая служба
  - Федеральная пробирная палата (федеральная служба, введена Указом Президента РФ от 28.10.2019 № 529)
  - Федеральная служба по регулированию алкогольного рынка
  - Федеральная таможенная служба
  - Федеральное казначейство (федеральная служба)
- Министерство цифрового развития, связи и массовых коммуникаций Российской Федерации
  - Федеральная служба по надзору в сфере связи, информационных технологий и массовых коммуникаций
  - Федеральное агентство по печати и массовым коммуникациям
  - Федеральное агентство связи
- Министерство экономического развития Российской Федерации
  - Федеральная служба по аккредитации
  - Федеральная служба государственной регистрации, кадастра и картографии
  - Федеральная служба государственной статистики
  - Федеральная служба по интеллектуальной собственности
  - Федеральное агентство по туризму (введено Указом Президента РФ от 14.9.2018 года № 514)
  - Федеральное агентство по управлению государственным имуществом
- Министерство энергетики Российской Федерации

III. Федеральные службы и федеральные агентства, руководство деятельностью которых осуществляет Правительство Российской Федерации
- Федеральная антимонопольная служба
- Федеральная служба по надзору в сфере защиты прав потребителей и благополучия человека
- Федеральная служба по надзору в сфере образования и науки
- Федеральная служба по экологическому, технологическому и атомному надзору
- Федеральное агентство по государственным резервам
- Федеральное агентство по делам молодёжи
- Федеральное агентство по делам национальностей